# Tethina carioca
Tethina carioca är en tvåvingeart som beskrevs av Prado och Tavares 1966. Tethina carioca ingår i släktet Tethina och familjen Canacidae. Inga underarter finns listade i Catalogue of Life.